# سايدشو بوب
روبرت أندردنك تيرويلجر (المشهور باسم سايدشو بوب)، هي شخصية كرتونية من مسلسل عائلة سيمبسون. يؤدي صوته الممثل الأمريكي كيلسي جرامر، أول ظهور للشخصية كان في حلقة "The Telltale Head".